# Torvald Johansson
Stig Torvald Johansson, född 23 mars 1955 i Högsby församling, Kalmar län, är en svensk organist. 

## Biografi
Torvald Johansson studerade vid Kungliga Musikhögskolan i Stockholm 1975–1980. Hans lärare var Olle Scherwin i solistiskt orgelspel och Anders Bondeman i improvisation. Vid examen tilldelades han P A Bergs jeton. Han har sedan 1980 varit anställd i nuvarande Strängnäs domkyrkoförsamling med Aspö, tidigare som biträdande kyrkomusiker men mellan 2000 och 2023 som domkyrkoorganist. Han har sedan 1980 varit ledare för Strängnäs domkyrkas oratoriekör. Under en följd av år på 1980- och 90-talet var han tillsammans med Lennart Spångberg stiftsdirigent för Strängnäs stifts kyrkosångsförbund.
Som organist har han framfört merparten av Bachs orgelverk samt César Francks samtliga orgelverk vid flera tillfällen, senast 2022. Han är representerad på skivan The Great Organ in the Cathedral of Strängnäs (Rogge RCD 971), Klanger från fyra sekler (Strängnäs stift) samt Sörmländska bröllopsmarscher (Sörmlands spelmansförbund).
Vid sidan av sin profession är han förtroendevald i Svenska kyrkan och ledamot av kyrkomötet sedan 2010 och där ingående i Gudstjänstutskottet. Mellan åren 2018-2021 var han ersättare i kyrkostyrelsen. Han representerar nomineringsgruppen POSK (Partipolitiskt obundna i Svenska kyrkan).
Vid stiftsfesten i Strängnäs 2023 tilldelades Torvald Johansson utmärkelsen "Årets Strängnässtiftare" med motiveringen "För sällsport konstfärdigt katedralmusicerande av högsta klass i trofast kärlek till församling, stift och stad".
Torvald Johansson är sedan 1 januari 2024 pensionär.